# 성 사바 대성당

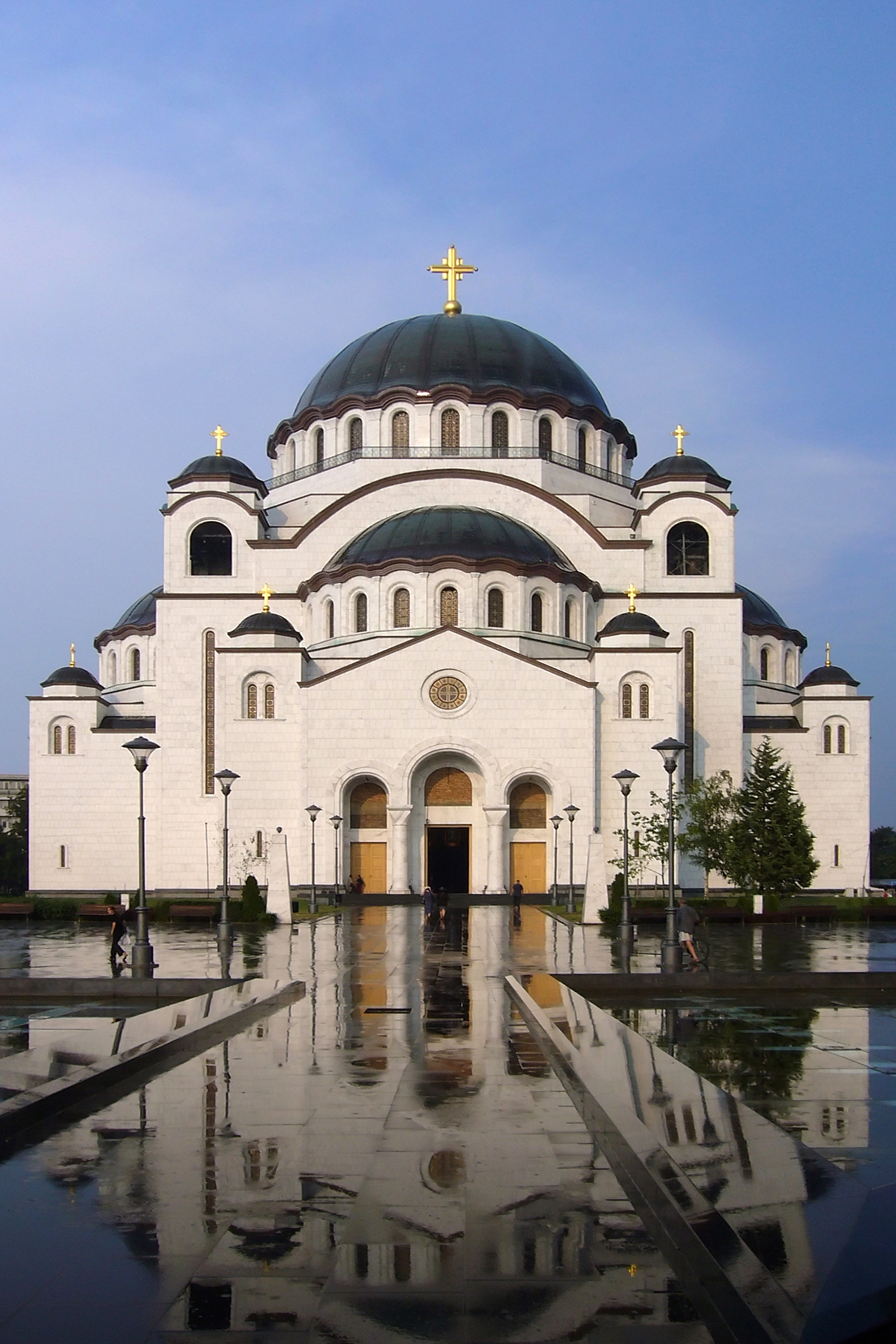
성 사바 대성당

성 사바 대성당(세르비아어: Храм светог Саве / Hram svetog Save 흐람 스베토그 사베)은 세르비아의 수도인 베오그라드의 브라차르에 위치한 대성당이다. 세르비아 정교회의 설립자인 성 사바를 기념하는 비잔티움 건축 양식의 대성당이다. 수용 인원은 10,800명, 내부 면적은 170,000m3이며 대성당의 전체 높이는 79m, 돔의 외부 높이는 70m, 돔의 내부 높이는 65m이다.
세르비아가 오스만 제국의 지배를 받고 있던 1595년 4월 27일에 오스만 제국의 대재상인 시난 파샤(Sinan Pasha)가 성 사바의 유물과 석관을 베오그라드에 안치했다. 1935년 5월 10일에 대성당 공사가 시작되었지만 제2차 세계 대전의 여파로 인해 공사가 한동안 중단되기도 했다. 1984년에 공사가 재개되었고 1989년 6월 26일에 준공되었다.

## 같이 보기
- 교회 건축물 목록